# Яковозаври
Яковозаври (англ. Jackovasaurus) — епізод 305 (№ 35) серіалу «South Park», прем'єра якого відбулася 16 червня 1999 року.

## Сюжет
Хлопчики влаштовують пікнік на березі Старківських прудів. Картман виконує на губній гармошці пісню власного твору «Пацани, я вас ненавиджу», а потім йде в туалет в кущі, де помічає серед дерев якесь дивне створіння. Хлопці звертаються за допомогою до дядька Стена, Джимбо і його фронтовому товаришеві Неда, який нещодавно втратив свій голосовий апарат, і разом вони виявляють незвичайну істоту, яке починає дратувати своєю поведінкою всіх в місті, крім Картмана.
У місті проводять збори, щоб вирішити, як вчинити з істотою, коли з'являються представники Міністерства внутрішніх справ і повідомляють, що істота відноситься до майже вимерлого виду «яковозаврів», який вони мають намір відродити. Містяни дають істоті ім'я «Хоуп» (укр. Надія), не звертаючи уваги на те, що істота сама себе називає «Юн-Юн». Хоуп вирішують поселити на фермі у Карла, навідріз відмовившись від запропонованої квартири містера Гаррісона, якому мер не довіряє після зґвалтування голуба, про який той повинен був піклуватися.
Інший яковозавр, на ім'я «Яків» з'являється у Картмана на порозі і говорить, що шукає свою дружину Юн-Юн. Картман, Кайл і Стен відводять Якова до його дружини в комору, де вона міститься, але жителі міста їх виявляють. Тим часом, Джимбо приносить Неда новий голосовий апарат, але помиляється у виборі моделі, і Нед змушений говорити з ірландським акцентом.
Яковозаврам дарують окремий будинок, щоб вони могли розмножуватися. На жаль, з'ясовується, що у Якова і Хоуп немає геніталій. Доктор Мефесто запліднює Хоуп, і, після чотириденної вагітності, Хоуп народжує цілий виводок маленьких яковозавров. Швидко стає ясно, що яковозаври представляють собою основне джерело занепокоєння для всіх жителів Саут-Парку, завдяки своєму гучній і нав'язливій поведінці. Містяни вмовляють яковозаврів переїхати в Мемфіс, але Картман, який залишається єдиним шанувальником яковозаврів, вмовляє їх залишитися. Представники Міністерства внутрішніх справ їдуть, усвідомивши, наскільки дратівливими виявилися яковозаври; вони призначають Картмана офіційним представником Міністерства внутрішніх справ, сказавши йому, що тепер у нього є влада, яку люди повинні поважати.
Жителі міста знаходять спосіб назавжди позбутися від яковозаврів, запросивши їх на ігрове шоу, на якому Яків виграє путівку у Францію з «50 найближчими родичами». Хоча Барбреді правильно відповідає на всі питання вікторини, перемогу присуджують Якову. Картман розуміє, що ігрове шоу підлаштоване, й поспішає до Якова, але спізнюється, прибувши в аеропорт, коли літак з Яковом та усією його родиною вже злітає. Нед не знаходить свій старий голосовий апарат і набуває нового — з красивим, не «залізним" голосом, хоча це дратує всіх, включаючи самого Неда. Епізод закінчується прибуттям яковозаврів до Франції, де вони шукають «піраміди», коли Яків спотикається і ненавмисно трощить кафе, повне французів. Незважаючи на те, що в Саут-Парку такі звички цих істот всіх дратували, французи сміються і відзначають, що він нагадує їм Джері Льюїса.

## Смерть Кенні
Хлопчики йдуть за місто, щоб показати розбещеному владою Картману нову тварину, яке «скоро зжеруть ведмеді». З'ясовується, що це Кенні з гілками на голові у вигляді рогів. Після того, як хлопці тікають за Картманом на шоу, на Кенні накидається ведмідь і з'їдає його.

## Пародії
- Яковозаври є пародією на персонажа Зоряних воєн, Джар Джар Бинкс а, з епізоду I «Прихована загроза »(який вийшов за місяць з невеликим до запуску епізоду« Яковозаври»); ці персонажі були покликані показати, наскільки були розчаровані Паркер і Стоун, як фанати "Зоряних війн", дурістю цього персонажа[1][2].
- Коли чоловіки Саут-Парку дивляться футбол, Джеральд говорить Якову купити крекери в магазині, який знаходиться в «чотирьох кілометрах» в Фейрплей. Фейрплей — реально існуюче місто в Колорадо, який став прототипом серіального Саут-Парку.
- Містер Гаррісон згадує про те, що Чаббі Чекер грав в The Beatles, хоча той насправді всього лише робив кавер-версію пісні «Back in the USSR».
- У момент повернення яковозавра-батька додому при черговому жарті звучить закадровий сміх. Це є пародією на типові мильні півгодинні ситкоми, на кшталт серіалів «The Nanny», «Одружені ... з дітьми», «Друзі». Крім того жарти перед закадровим сміхом, наприклад «Батько: Це листоноша. Він дбає про пошту. Син: А він подбав і промаму» дуже схожі на жарти з цих ситкомів.

## Факти
- Епізод знімався за тиждень до виходу  Саут-Парк: великий, довгий і необрізаний , і зйомки проходили одночасно з пост-продакшном фільму. Він вийшов 16 червня 1999, в той же день, коли Трей Паркер доробляв звукову доріжку до фільму.
- Ця серія стала першою де Картман піклується до кого-небудь, Кайл пояснив це так: "Напевно він знайшов такого ж як він сам, дратівливого та дурного".